# Pihurimsko drvo
Pihurimsko drvo (lat. Licaria puchury-major), korisno, vazdazeleno drvo iz Brazila, nekada klasificirano rodu okoteja (Ocotea). Raste na istoku Bazena Amazone.
Od eteričnog ulja proizvode se prirodni pesticidi koji nisu štetni ljudskom zdravlju, a primjenjuju se protiv raznih štetnika i komaraca, od kojih su tri najvažnija Cerataphis lataniae, kukac iz porodice Aphididae, paučnjaka iz reda grinja Tetranychus urticae i komarca Aedes aegypti

## Sinonimi
- Acrodiclidium caryophyllatum Ducke
- Acrodiclidium puchury-major (Mart.) Mez
- Licaria caryophyllata Ducke
- Misanteca caryophyllata (Ducke) Lundell
- Misanteca puchury-major (Mart.) Lundell
- Nectandra pichury-major Peckolt
- Nectandra puchury-major (Mart.) Nees & Mart. ex Nees
- Ocotea puchury-major Mart.